# Lovrečan, Zlatar Bistrica
Lovrečan je naselje na Hrvaškem, ki upravno spada pod občino Zlatar Bistrica Krapinsko-zagorske županije.

## Lega
Kraj leži severozahodno od Zlatar-Bistrice ob cesti, ki povezuje Bedekovščino z Zlatar-Bistrico, od katere je oddaljen okoli 1,5 km.

## Zgodovina
V naselju stoji kapela sv. Lovre, ki se v starih listinah omenja že leta 1334. Poznogotski obočni  strop je narejen iz grobo obdelanih kamnov, nad glavno ladjo pa je z letvami na pravokotna polja razdeljen poslikan lesen kasetiran strop iz leta 1666, ki je najstarejši ohranjen tak strop v severni Hrvaški.

## Demografija
| Pregled števila prebivalcev po letih | Pregled števila prebivalcev po letih | Pregled števila prebivalcev po letih | Pregled števila prebivalcev po letih | Pregled števila prebivalcev po letih | Pregled števila prebivalcev po letih | Pregled števila prebivalcev po letih | Pregled števila prebivalcev po letih | Pregled števila prebivalcev po letih | Pregled števila prebivalcev po letih | Pregled števila prebivalcev po letih | Pregled števila prebivalcev po letih | Pregled števila prebivalcev po letih | Pregled števila prebivalcev po letih | Pregled števila prebivalcev po letih |
| ------------------------------------ | ------------------------------------ | ------------------------------------ | ------------------------------------ | ------------------------------------ | ------------------------------------ | ------------------------------------ | ------------------------------------ | ------------------------------------ | ------------------------------------ | ------------------------------------ | ------------------------------------ | ------------------------------------ | ------------------------------------ | ------------------------------------ |
| 1857                                 | 1869                                 | 1880                                 | 1890                                 | 1900                                 | 1910                                 | 1921                                 | 1931                                 | 1948                                 | 1953                                 | 1961                                 | 1971                                 | 1981                                 | 1991                                 | 2001                                 |
| 324                                  | 354                                  | 395                                  | 454                                  | 537                                  | 533                                  | 489                                  | 570                                  | 539                                  | 556                                  | 544                                  | 515                                  | 482                                  | 455                                  | 480                                  |